# Jon Jonsson i Fjäle
Jonas Nikolaus (Jon N.) Jonsson (i riksdagen kallad Jonsson i Fjäle), född 1 oktober 1892 i Ovanåkers församling, Gävleborgs län, död 11 september 1963 i Bollnäs, var en svensk hemmansägare och socialdemokratisk riksdagspolitiker.
Jonnson var 1941–1944 ledamot av riksdagens andra kammare och var 1945–1962 ledamot av första kammaren i Gävleborgs läns valkrets.
Hans son Bernt-Olof (1922–1998) var gift med Gunnel Jonäng (1921–2008).